# Carlos Campos da Costa
Carlos Campos Rodrigues da Costa (Fafe, Fafe, 28 de Março de 1928 - Portimão, Portimão, 6 de Setembro de 2021) foi um político revolucionário comunista e anti-fascista português, deputado militante do Partido Comunista Português, deputado à Assembleia da República pelo Círculo Eleitoral do Distrito do Porto nas I, II, III, IV e V legislaturas à Assembleia da República da Terceira República Portuguesa.

## Biografia

### Nascimento e formação
Nasceu em 28 de Março de 1928, na Freguesia e Concelho de Fafe.

### Adesão ao PCP
Juntou-se ao Partido Comunista Português aos quinze anos. Em 1946 foi um dos responsáveis pela fundação da divisão juvenil do Movimento de Unidade Democrática. Devido aos seus ideais políticos, foi por diversas vezes preso pelo regime ditatorial, tendo a primeira vez sido em 1948, aos vinte anos de idade. Saiu da prisão no ano seguinte, e em 1950 tornou-se funcionário no MUD Juvenil.

### Passagem à Clandestinidade
Em 1951 entrou na clandestinidade como funcionário do Partido Comunista, tendo nesta qualidade colaborado em vários órgãos, como a Organização Regional do Algarve.

### Prisão Política e Fuga de Peniche
Em Junho de 1953 voltou a ser preso, desta vez pela divisão da Guarda Nacional Republicana de Albufeira. Fugiu em 3 de Janeiro de 1960, como parte da histórica fuga de Peniche, em conjunto com Álvaro Cunhal e outras altas figuras comunistas. Regressou então à clandestinidade, sendo ainda nesse ano eleito como membro do comité central do Partido Comunista, posição que manteve até 2008. Também esteve à frente do laboratório de falsificação de documentos do partido, das tipografias centrais, e da rede que organizava as passagens ilegais pela fronteira.

### Segunda Prisão
Em Dezembro de 1961 foi capturado novamente pela polícia política, tendo saído em liberdade condicional em Agosto de 1969. No total, passou cerca de quinze anos nas prisões do estado, tendo sido várias vezes torturado pela polícia política. Em Março de 1970 voltou à clandestinidade, passando a ser responsável pela Organização Regional do Norte, estando a viver nem Matosinhos quando ocorreu a Revolução de 25 de Abril de 1974, que restaurou a democracia em Portugal.

### Após a Revolução dos Cravos
A seguir ao 25 de Abril de 1974, é eleito membro da Direcção Provisória do Interior do PCP juntamente com Octávio Pato, Joaquim Gomes, José Vitorino, Fernando Blanqui Teixeira e António Dias Lourenço, que organiza o regresso a Portugal de Álvaro Cunhal e as célebres celebrações do dia 1º de Maio de 1974. Entre 1974 e 1989 fez parte da Comissão Política do Comité Central do Partido Comunista Português.

### Deputado à Assembleia da República
Entre 1976 e 1987 foi o cabeça de lista do PCP em todas as coligações para a Assembleia da República, eleito pelo círculo do Porto. Liderou igualmente a Comissão Política pela área do poder local, tendo escrito os dois volumes da obra Manual da Gestão Democrática das Autarquias. Entre 1974 e 1990 foi membro do Secretariado do Comité Central do partido, e entre 1988 e 2004 esteve integrado na Comissão Central de Controlo e Quadros do partido.

### Últimos Anos
Nos últimos anos viveu na região do Algarve, e na altura da sua morte residia na cidade de Portimão, onde esteve primeiro na habitação de Margarida Tengarrinha, e depois num lar de terceira idade.

### Falecimento e família
Faleceu em 6 de Setembro de 2021 no Hospital de Portimão, aos 93 anos de idade. Era casado com Margarida Tengarrinha, que também foi dirigente do Partido Comunista Português.

## Homenagens
Na sequência do seu falecimento, o Partido Comunista Português emitiu uma nota de pesar, onde realçou os seus esforços em defesa do socialismo e da democracia.